# Ignacy Bruliński
Ignacy Błażej Bruliński herbu Kolumna (ur. 3 lutego 1801 w Milewku, zm. 29 marca 1875 w Warszawie) – urzędnik Królestwa Polskiego, radca stanu, szef kancelarii i ekspedytury Kancelarii Rady Administracyjnej.

## Życiorys
Był synem Stanisława, nauczyciela szkoły elementarnej w Augustowie, i Antoniny z Rogińskich.
Przed 1830 był podsekretarzem do języka polskiego w Kancelarii Przybocznej Namiestników Królewskich. Był członkiem Warszawskiego Towarzystwa Dobroczynności. Od 1837 był sekretarzem adiunktem, a od 1847 pełnił obowiązki sekretarza w Kancelarii Rady Administracyjnej Królestwa Polskiego. 25 maja 1839 wylegitymował się ze szlachectwa przed Heroldią Królestwa Polskiego z herbem Kolumna. W latach 1850-1860 był szefem kancelarii i ekspedytury Rady Administracyjnej. W 1852, podczas pożaru Pałacu Namiestnikowskiego w Warszawie, zniszczeniu uległo jego mieszkanie. W tym samym roku został mianowany radcą dworu, w 1855 radcą kolegialnym, a w 1859 radcą stanu. W 1861 odszedł na emeryturę z prawem noszenia wysłużonego munduru. Po przejściu na emeryturę mieszkał w Warszawie przy ul. Jerozolimskiej 28.
5 października 1830 w Kościele Narodzenia Pańskiego i św. Bartłomieja Apostoła w Krakowie ożenił się z Franciszką Petronelą Szczególińską (1812–1899).
Zmarł 29 marca 1875 w Warszawie. Został pochowany na cmentarzu Powązkowskim w Warszawie (kwatera 189-3-18, 19).

## Ordery i odznaczenia
- Order Świętego Stanisława (II, III i IV klasy)[6][13][3]
- Znak honorowy za 25 lat nieskazitelnej służby[14]